# Lisaura, Suceava
Lisaura este un sat în comuna Ipotești din județul Suceava, Bucovina, România.

## Recensământul din 1930
Componența etnică a satului Lisaura
     Români (99,9%)
     Germani (0,1%)
Componența confesională a satului Lisaura
     Ortodocși (97%)
     Baptiști (1%)
     Evanghelici\Luterani (0,4%)
     Altă religie (1,6%)
Conform recensământului efectuat în 1930, populația satului Lisaura se ridica la 761 locuitori. Majoritatea locuitorilor erau români (99,9%), cu o minoritate de germani (0,1%). Din punct de vedere confesional, majoritatea locuitorilor erau ortodocși (97,0%), dar existau și minorități de baptiști (2,0%) și evanghelici\luterani (0,4%). Restul locuitorilor au declarat: altă religie (10 persoane).
 Acest articol despre o localitate din județul Suceava este deocamdată un ciot. Puteți ajuta Wikipedia prin completarea lui.